# خانه فرهنگ ژاپن در پاریس
خانه فرهنگ ژاپن در پاریس (انگلیسی: Japanese cultural House in Paris) ( به فرانسوی : La maison de la Culture du Japon à Paris) ( به ژاپنی : パリ日本文化会館) (همچنین به اختصار MCJP) در منطقه 15 پاریس واقع شده است. هدف آن معرفی فرهنگ ژاپنی به فرانسوی هاست. این موسسه توسط بنیاد ژاپن در فرانسه مدیریت می شود.
این پروژه طی ملاقاتی در ژاپن که بین رئیس جمهور فرانسه فرانسوا میتران و نخست وزیر ژاپن زنکو سوزوکی صورت گرفت آغاز شد. معماری آن اثر مشترک معمار بریتانیایی، کنت آرمسترانگ و معمار ژاپنی، ماسایوکی یاماناکا است. ساخت و ساز آن در سال ۱۹۹۴ شروع شد و در سال ۱۹۹۷ به پایان رسید. این خانه فرهنگ در ۱۳ ماه مه ۱۹۹۷ به دست رئیس جمهور وقت فرانسه، ژاک شیراک  و پرنسس سایاکو افتتاح شد.